# Josh Peck
Joshua Michael Peck, detto Josh (New York, 10 novembre 1986), è un attore e comico statunitense, conosciuto al pubblico per avere interpretato Josh Nichols nella sitcom americana Drake & Josh, da cui sono stati prodotti anche tre film per la TV sull'omonima serie.
Ha iniziato la carriera di attore da bambino, con la partecipazione allo spettacolo per ragazzi The Amanda Show e per i film Snow Day, Mean Creek e Max Keeble alla riscossa.

## Biografia
Josh Peck nasce nella zona di Hell's Kitchen di Manhattan, New York City, dove ha frequentato la Scuola Professionale Performing Arts. I suoi genitori non erano sposati al momento della sua nascita ed è per questo che Peck non ha mai conosciuto il padre biologico. È cresciuto con la madre Barbara e la nonna materna. Peck aveva l'asma durante l'infanzia e spesso trascorreva gran parte del suo tempo in casa a guardare vecchie sit-com. Si è esibito nel teatro musicale per bambini a TADA di New York! Teatro della Gioventù quando aveva nove anni.

## Carriera
All'età di 13 anni gli fu offerto un ruolo da Nickelodeon per The Amanda Show e, su suggerimento della madre, accettò la parte e si trasferì a Los Angeles per proseguire la carriera di attore. Peck ha avuto il suo debutto cinematografico con il film del 2000 Snow Day, ed è apparso regolarmente in The Amanda Show fino alla chiusura della serie nel 2002. Ha inoltre recitato al fianco di Alex D. Linz e Zena Grey nel film Max Keeble alla riscossa, uscito nell'ottobre 2001. Sempre nel 2001, ha partecipato come guest star in un episodio del popolare drama NBC E.R. - Medici in prima linea. Nello stesso periodo, Peck è apparso in diversi film indipendenti, tra cui Mean Creek, per cui ha ricevuto il plauso della critica.
Peck è stato lanciato, a fianco a Drake Bell, nella popolare sitcom Nickelodeon Drake & Josh che ha debuttato nei palinsesti americani nel 2004. Questa sitcom ha dato grande notorietà all'attore: il personaggio interpretato da Peck, Josh Nichols, era intelligente, divertente e spontaneo ed è per questo che ha riscontrato subito un notevole consenso da parte del pubblico. Nel 2006 dalla serie è stato tratto un film per la tv, Drake & Josh vanno ad Hollywood e ad un altro nel 2007 Drake & Josh: Really Big Shrimp.

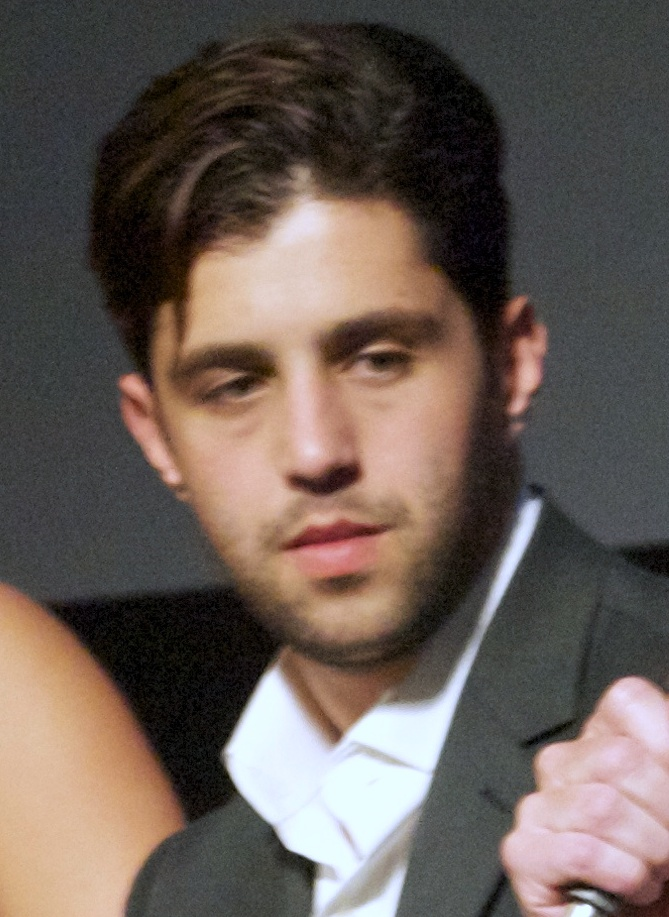
Josh Peck alla prima di Red Dawn - Alba rossa (2012)

Per la sua interpretazione nella serie Drake & Josh, Peck è stato nominato come miglior attore televisivo ai People's Choice Awards del 2008. Nello stesso anno è tornato a vestire i panni di Josh Nichols per il film televisivo Buon Natale, Drake e Josh.
Nel 2006 si cimenta per la prima volta nel ruolo di doppiatore nel film L'era glaciale 2 - Il disgelo, ritornando nello stesso ruolo anche nei sequel, L'era glaciale 3 - L'alba dei dinosauri e L'era glaciale 4 - Continenti alla deriva.
Peck è apparso anche nel film del 2008 Drillbit Taylor, nel ruolo di un bullo, e, nello stesso anno ha recitato nei film Fa' la cosa sbagliata.
Nel 2012 prende parte al thriller ATM - Trappola mortale. Sempre nel 2012 è tra i protagonisti del film Red Dawn - Alba rossa, remake del film Alba rossa, dove interpreta uno dei miliziani.

## Filmografia

### Attore

#### Cinema
- The Newcomers, regia di James Allen Bradley (2000)
- Snow Day, regia di Chris Koch (2000)
- Max Keeble alla riscossa (Max Keeble's Big Move), regia di Tim Hill (2001)
- Spun, regia di Jonas Åkerlund (2002)
- Mean Creek, regia di Jacob Aaron Estes (2004)
- Havoc - Fuori controllo (Havoc), regia di Barbara Kopple (2005)
- Special, regia di Hal Haberman e Jeremy Passmore (2006)
- Fa' la cosa sbagliata (The Wackness), regia di Jonathan Levine (2008)
- Drillbit Taylor - Bodyguard in saldo (Drillbit Taylor), regia di Steven Brill (2008)
- American Primitive, regia di Gwen Wynne (2009)
- What Goes Up, regia di Jonathan Glatzer (2009)
- ATM - Trappola mortale (ATM), regia di David Brooks (2012)
- Red Dawn - Alba rossa (Red Dawn), regia di Dan Bradley (2012)
- Battle of the Year - La vittoria è in ballo (Battle of the Year: The Dream Team), regia di Benson Lee (2012)
- The Wedding Ringer - Un testimone in affitto (The Wedding Ringer), regia di Jeremy Garelick (2015)
- La canzone della vita - Danny Collins (Danny Collins), regia di Dan Fogelman (2015)
- L'autostrada (Take the 10), regia di Chester Tam (2017)
- 13 (13: The Musical), regia di Tamra Davis (2022)
- Oppenheimer, regia di Christopher Nolan (2023)
- Summer Camp, regia di Castilel Landon (2024)

#### Televisione
- E.R. - Medici in prima linea (ER) – serie TV, episodio 7x13 (2001)
- The Amanda Show – serie TV, 8 episodi (2000-2002)
- The Guardian – serie TV, 2 episodi (2003-2004)
- Drake & Josh: Go Hollywood - Film TV (2006)
- Drake & Josh – serie TV, 60 episodi (2004-2007)
- Buon Natale, Drake e Josh – film TV (2008)
- The Big Bang Theory – serie TV, episodio 7x13 (2014)
- The Mindy Project – serie TV, 3 episodi (2013-2014)
- Nonno all'improvviso (Grandfathered) – serie TV, 22 episodi (2015-2016)
- Turner e il casinaro - La serie (Turner & Hooch) – serie TV, 12 episodi (2021)
- How I Met Your Father – serie TV, 13 episodi (2022-2023)
- iCarly – serie TV, 5 episodi (2022-2023)
- The Last of Us – serie TV, episodio 2x04 (2025)

### Doppiatore
- L'era glaciale 2 - Il disgelo (Ice Age: The Meltdown) (2006)
- Una ghianda è per sempre (No Time For Nuts) (2006)
- L'era glaciale 3 - L'alba dei dinosauri (Ice Age: Dawn of the Dinosaurs) (2009)
- Alieni in soffitta (Aliens in the Attic) (2009)
- L'era glaciale 4 - Continenti alla deriva (Ice Age: Continental Drift) (2012)
- L'era glaciale - In rotta di collisione (Ice Age: Collision Course) (2016)

## Doppiatori italiani
Nelle versioni in italiano delle opere in cui ha recitato, Josh Peck è stato doppiato da:
- Alessandro Rigotti in Drake & Josh, Drake & Josh: Go Hollywood, Drake & Josh: Really Big Shrimp, Buon Natale, Drake & Josh, Oppenheimer
- Marco Vivio in Red Dawn - Alba rossa, The Wedding Ringer - Un testimone in affitto, Danny Collins - La canzone della vita
- Daniele Giuliani in Nonno all'improvviso, Turner e il casinaro - La serie, How I Met Your Father
- Paolo Vivio in Mean Creek, Drillbit Taylor
- Simone Crisari in Battle of the Year - La vittoria è in ballo
- Stefano Crescentini in Fa' la cosa sbagliata
- Andrea Mete in ATM - Trappola mortale
- David Chevalier in The Big Bang Theory
- Jacopo Calatroni in iCarly
- Gabriele Vender in The Last of Us

Da doppiatore è sostituito da:
- Lee Ryan in L'era glaciale 2 - Il disgelo, L'era glaciale 3 - L'alba dei dinosauri, L'era glaciale 4 - Continenti alla deriva, L'era glaciale - In rotta di collisione
- Francesco Meoni in Alieni in soffitta